# Zelliboria daedalea
Zelliboria daedalea là một loài bọ cánh cứng trong họ Cerambycidae.